# Trithrinax schizophylla
Trithrinax schizophylla é uma planta pertencente à família Arecaceae (palmeiras), ocorrendo no Pantanal, na região Centro-Oeste (no estado do Mato Grosso do Sul).